# Rainbow Grocery Cooperative
Rainbow Grocery – spółdzielnia powstała w 1975 w San Francisco w Kalifornii. Oferuje szeroką gamę produktów ekologicznych (żywność, alkohole, kosmetyki, upominki) oraz recykling zużytych baterii i urządzeń elektronicznych. Cele jej działalności związane są głównie z ekologią, edukacją oraz wymianą informacji w lokalnym środowisku. 
Jako swoją misję Rainbow Grocery uznaje stworzenie zróżnicowanego, wielojęzykowego i pozbawionego dyskryminacji środowiska pracy, opartego na wzajemnym szacunku. Osiągnięcie tego celu ma zapewnić specyficzna struktura organizacji, oparta na 14 współpracujących ze sobą departamentach. Główne decyzje dotyczące spółdzielni podejmuje zarząd, wybierany corocznie spośród wszystkich pracowników, lecz wpływ na nie mogą mieć również wszyscy członkowie organizacji.